# Sena Kana
Sena Kana (* in Tokyo) ist eine japanische Elektropopsängerin. 2017 hatte sie in Europa einen Streaminghit mit Live Your Dreams. 2021 erreichte ihre EP Show Me die US-Charts.

## Biografie
In ihrer Jugend interessierte sich Sena Kana für Theater und US-amerikanische Musicals wie Mary Poppins und The Sound of Music und spielte be Schulaufführungen öfter die Hauptrolle. Nach der Schule studierte sie klassischen Gesang an einer japanischen Musikakademie.
Ihre erste Veröffentlichung war 2017 der Song Live Your Dreams, der ein Internethit wurde und insbesondere in Europa in den iTunes-Charts verschiedener Länder hohe Platzierungen erreichte. Die zweite Single Truth or Dare war im Jahr darauf ebenfalls ein Streamingerfolg.
2019 orientierte sie sich mehr in die USA und nahm ihre dritte Single Up zusammen mit Rapper Wiz Khalifa und der australischen Popband Sheppard auf. Sie wurde noch im selben Jahr mit einer Goldenen Schallplatte ausgezeichnet.
In den folgenden Jahren begann sie, EPs mit mehreren Songs zu veröffentlichen. Auf Serenity war 2020 Poo Bear als Gast beteiligt. Im nächsten Jahr erschien Show Me mit Ty Dolla Sign. Damit gelang ihr der Einstieg in die offiziellen US-Albumcharts.

## Diskografie
EPs
- Serenity (2020)
- Show Me (2021)

Lieder
- Live Your Dreams (2017)
- Truth or Dare (2018)
- Up (2019)
- Show Me (2021)